# Macrenches clerica
Macrenches clerica är en fjärilsart som beskrevs av Eduard Rosenstock 1885. Macrenches clerica ingår i släktet Macrenches och familjen stävmalar. Inga underarter finns listade i Catalogue of Life.